# Břežany (kraj środkowoczeski)
Břežany – wieś i gmina w Czechach, w powiecie Rakovník, w kraju środkowoczeskim. Według danych z dnia 1 stycznia 2021 liczyła 130 mieszkańców.